# Östra Verbosjön
Östra Verbosjön är en sjö i Sorsele kommun i Lappland och ingår i Skellefteälvens huvudavrinningsområde. Sjön har en area på 3,03 kvadratkilometer och ligger 385 meter över havet. Sjön avvattnas av vattendraget Verbobäcken.

## Delavrinningsområde
Östra Verbosjön ingår i det delavrinningsområde (725275-161095) som SMHI kallar för Utloppet av Östra Verbosjön. Medelhöjden är 401 meter över havet och ytan är 12,68 kvadratkilometer. Räknas de 2 avrinningsområdena uppströms in blir den ackumulerade arean 42,65 kvadratkilometer. Verbobäcken som avvattnar avrinningsområdet har biflödesordning 3, vilket innebär att vattnet flödar genom totalt 3 vattendrag innan det når havet efter 181 kilometer. Avrinningsområdet består mestadels av skog (51 procent) och sankmarker (19 procent). Avrinningsområdet har 3,02 kvadratkilometer vattenytor vilket ger det en sjöprocent på 23,8 procent.